# انقلاب عشق
انقلاب عشق (انگلیسی: Love Revolution; کره‌ای: 연애혁명) یک مجموعه تلویزیونی محصول کره جنوبی در سال ۲۰۲۰ با بازی پارک جی هون، لی رودی، کیم یونگ هون، جونگ دا اون، ایم دا یونگ، کو چان بین و آن دو گیو است. این مجموعه بر پایه وب‌تونی در ناور وب‌تون با همین نام است و از ۱ سپتامبر تا ۲۷ دسامبر ۲۰۲۰، روزهای یکشنبه و پنجشنبه برای ۳۰ قسمت در کاکائو تی‌وی و ناور منتشر شد.

## بازیگران

### اصلی
- پارک جی هون[۳] در نقش گونگ جو یونگ
- لی روبی در نقش وانگ جا ریم
- کیم یونگ هون در نقش لی کیونگ وو
- جونگ دا اون در نقش یانگ مین جی
- ایم دا یونگ در نقش اوه آه رام
- کو چان بین در نقش کیم کیونگ هون
- آن دو گیو در نقش آن کیونگ مین